# دراج صيني
الدُرّاج الصّيني (الاسم العلمي: Francolinus pintadeanus)، من فصيلة التدرجية، الطول 33 سم، يتميّز ذكَر هذا الدُرّاج بنمط الرّيش على وجهه، حيث يفصلُ شريطٌ أسوَد بين وجنتَيه البيضاوَين وحلقه الأبيَض. وتُذكّر البقع السوداء والبيضاء على الظهر والأجزاء بأنواع كثيرة ذات صلة، والأنثى أكثر رتابةً وصفراء برتقاليّة. وهو النوع الوحيد من الدُرّاجات في الصّين.
والدُرّاج الصّيني طائر خجول ويُرى على نحوٍ نادر في الرّيف المعشوشب أو المكسو قليلاً بالآجام، مع أنّه صاخبٌ مثل أقربائه في موسم التكاثر. وليس هذا الدُرّاج اجتماعيًّ ولا يُشكّل أسراباً مع أنه يتجمّع في أعدادٍ كثيرة في بعض المواقع المحليّة. يجري ورأسه منخفضاً وذيله ملتوٍ إلى الأعلى عندما يتنبّه إلى خطر.
تعيش هذه الانواع في كمبوديا والصين والهند ولاوس وميانمار والفلبين وتايلاند وفيتنام. وأنتقلت إلى موريشيوس والفلبين ومدغشقر والولايات المتحدة وشيلي والأرجنتين. موائلها الطبيعية هي الغابات الاستوائية أو شبه استوائية الجافة والغابات شبه الاستوائية أو الغابات المدارية الرطبة المنخفضة.